# Gregg Bishop
Gregg Bishop és un director de cinema, productor i escriptor estatunidenc.

## Primers anys
Gregg Bishop va créixer a Powder Springs (Geòrgia) i va començar a fer pel·lícules amb les càmeres Super 8 del seu pare quan tenia 7 anys. Va completar més de 50 curtmetratges als 16 anys. Bishop va assistir a la McEachern High School on va escriure i dirigir el seu primer llargmetratge, un thriller d'espies, als 17 anys.
Bishop va assistir a l'Escola d'Arts Cinematogràfiques de la USC al Programa de Producció de Cinema. Quan era jove a l'escola de cinema, va escriure i dirigir el curtmetratge multipremiat Voodoo amb el seu amic Ke Huy Quan produint i rodant. El curtmetratge va guanyar diversos premis, inclòs el Premi del Públic al Slamdance Film Festival, i ara es projecta a l'orientació per als estudiants de cinema de la USC entrants juntament amb els curtmetratges Electronic Labyrinth THX 1138 4EB de George Lucas i The Lift de Robert Zemeckis.

## Carrera
Després de graduar-se a l'escola de cinema de la Universitat del Sud de Califòrnia, Bishop va agafar els beneficis que va obtenir amb el seu curtmetratge Voodoo i va finançar el seu primer llargmetratge The Other Side amb 15.000 dòlars. El thriller/acció sobrenatural fou protagonitzat per Jaimie Alexander en el seu primer paper principal i es va estrenar al Slamdance Film Festival a Park City (Utah) on es va recollir per a una estrena al cinema el 2007. Pel 2019, Bishop està desenvolupant la pel·lícula com a sèrie de televisió.
L'any 2008, Bishop va vendre una sèrie de televisió a Fox Television Studios i després va dirigir i produir el llargmetratge Dance of the Dead, protagonitzat per Jared Kusnitz, Lucas Till, Blair Redford, Laura Slade Wiggins i Justin Welborn. La pel·lícula es va estrenar al SXSW Film Festival i va ser seleccionada pel director Sam Raimi per distribuir-la a través de Lions Gate Entertainment i Ghost House Pictures. Rob Tapert va dir Aquesta va ser una pel·lícula que Sam Raimi i jo vam veure un diumenge a la tarda, vam udolar i vam udolar fins que la dona i els fills de Sam van començar a colpejar la porta de l'oficina preguntant-nos si estàvem bé. Crec que l'he vist unes cinc vegades fins ara. Ain't It Cool News va aclamar la pel·lícula com "un clàssic de culte" i Bloody-Disgusting la va considerar "una de les millors comèdies de terror mai fetes que es recordaran durant els propers anys".
El 2011, Bishop va escriure i dirigir el curtmetratge guanyador del premi Webby The Birds of Anger protagonitzat per Jaimie Alexander per a NBCUniversal G4Films. La pel·lícula es va basar en el joc mòbil més venut, Angry Birds de Rovio, explicat a l'estil de la pel·lícula de 1963 Els ocells d'Alfred Hitchcock. El 2019, la pel·lícula va ser seleccionada per Robert Rodriguez per ser presentada a la seva El Rey Network.
Bishop va escriure i dirigir un segment anomenat "Dante The Great" per a la tercera entrega de la molt aclamada franquícia V/H/S anomenada V/H/S: Viral que va arribar als cinemes el 21 de novembre de 2014.
El 2016 Bishop va dirigir el llargmetratge Siren, que és una adaptació del segment V/H/S "Amateur Night" de David Bruckner. Va ser estrenada als cinemes per Universal Pictures i les estrelles Chase Williamson, Justin Welborn i Hannah Fierman com a Lily. Ain't It Cool News la va anomenar una "pel·lícula de monstres sòlida com la roca amb un fort repartiment de conjunt", Los Angeles Times la va aclamar com una "expansió intel·ligent i segura d'un curt fantàstic", i Horror Freak News va nomenar SiREN com una de les "pel·lícules de terror més importants del 2016".
Bishop va vendre el seu guió específic Lockdown at Franklin High en una guerra d'ofertes a Sony Pictures amb Michael Bay i Platinum Dunes com a productores adjuntes.
El 2020, es va anunciar a Deadline que Bishop dirigiria la pel·lícula de terror The Sisters of Samhain amb els productors de Final Destination.

## Filmografia
- The Other Side (2006) – Director, escriptor, productor, editor
- Dance of the Dead (2008) – Director, productor, editor
- The Birds of Anger (2011) – Director, escriptor, productor, editor
- V/H/S: Viral (2014) – Director, escriptor, productor, editor, actor (segment "Dante the Great")
- Siren (2016) – Director, editor
- The Sisters of Samhain (2025) – Director, productor
- Lockdown at Franklin High (2027) – Escriptor